# Medicamentos e sustentabilidade
O uso indiscriminado de medicamentos, sintoma típico da hipocondria, uma compulsividade no pensamento e das preocupações sobre o próprio estado de saúde, pode acarretar uma série de problemas de saúde e também ambientais.

## Ambiente
De acordo com uma reportagem publicada na revista CartaCapital, cerca de um terço a 90% de todas as doses administradas de alguns medicamentos, como os antibióticos, são excretados na urina, citando ainda que pesquisadores ligados ao governo suíço iniciaram um estudo sistemático de poluentes em águas de várias regiões daquele país no ano de 2005. Enquanto esses cientista procuravam por pesticidas, acabaram detectarando por acaso na água de um lago traços de um remédio utilizado para diminuir o colesterol, o clofibrato. Passaram a investigar então, surpresos, as águas dos rios e dos lagos na região rural da Suíça, além da águas de grandes centros urbanos. O resultado da pesquisa foi de que havia altas concentrações de clofibrato na maior parte das amostras. Outros pesquisadores, desta vez da Alemanha, encontraram traços desse mesmo medicamento na água de torneira dos moradores de Berlim. Ainda na mesma referida reportagem, na Dinamarca as autoridades de saneamento teriam notado que 70% a 80% das drogas administradas nas fazendas de peixes acabam automaticamente no meio ambiente. Ao redor dessas fazendas, pesquisadores como L. Wollenberger e B. Halling-Sorensen, da Real Faculdade de Farmácia da Dinamarca, têm isolado bactérias resistentes a antibióticos.
Como solução, algumas medidas seriam fundamentais:
1. mudanças nos sistemas de monitoramento desses produtos no meio ambiente,
2. melhor depuração de substâncias nocivas nas estações de tratamento,
3. conscientização da população contra o descarte de medicamentos não utilizados ou vencidos em lixo comum ou diretamente no meio ambiente.

Atualmente a doença é vista como um estado de sofrimento experimentado e que deve ser eliminado, utilizando-se para isto bens, havendo a crença na solução de seus problemas através do consumo de medicamentos, esquecendo-se das verdadeiras causas do adoecer.